# Šumice (Brno-vidéki járás)
Šumice település Csehországban, Brno-vidéki járásban. Šumice Pohořelice, Olbramovice, Cvrčovice, Kubšice, Loděnice és Branišovice településekkel határos. Lakosainak száma 312 fő (2024. január 1.).

## Népesség
A település lakosságának változását az alábbi diagram mutatja:
| Lakosok száma | 437  | 553  | 520  | 344  | 285  | 218  | 249  | 270  | 295  | 312  |
|               | 1869 | 1890 | 1921 | 1950 | 1980 | 2001 | 2017 | 2019 | 2022 | 2024 |